# Shaw-shaw-way-nay-beece
Shawshawwawnabeece (Zhaashaawanibiisi ,"l'hirondelle" en langue ojibwe) était un chef amérindien du Michigan  qui appartenait au clan Saginaw Swan Creek et Black River des Ojibwé (Chippewa).  
Il a signé le traité de 1855 qui attribuait à son peuple des terres près de Mount Pleasant dans le Comté d'Isabella (Michigan).  Sa tribu vit toujours sur ces terres.
Il est enterré dans le Mission Creek Cemetery aussi connu sous le nom de cimetière indien. 

## Référence
- Ashlee, Laura Rose  Traveling Through Time: A Guide to Michigan's Historical Markers (édition révisée), Ann Arbor: University of Michigan Press, 2005, p. 196.

## Source
- (en) Cet article est partiellement ou en totalité issu de l’article de Wikipédia en anglais intitulé « Shaw-shaw-way-nay-beece » (voir la liste des auteurs).